# Plano Urbano Fusionado

Un distrito con cuatro barrios residenciales y zona de uso mixto.

El Plano Urbano Fusionado (Eng. Fused Grid) representa la síntesis de dos sistemas tradicionales norteamericanos utilizados en la planificación de barrios residenciales: el trazado ortogonal traditional del siglo diecinueve —el cual es caracterizado por un diseño de calles rectilíneas que se cruzan en ángulo recto; y el trazado curvilíneo traditional del suburbio moderno —el cual es caracterizado por un diseño de calles en forma de bucle y de culs-de-sacs. Esta síntesis de tradiciones heredadas y comunes es lograda a través de la aplicación de dos medios prácticos de planeamiento: el uso de la geometría rectilínea ortogonal, la cual es una característica clave del Plano Urbano Fusionado, y el uso de calles en forma de bucle y de culs-de-sacs, los cuales han sido generalmente asociados con la geometría curvilínea. La segunda característica esencial del Plano Urbano Fusionado, conectividad, es recapturada a través de un tercer element de planeamiento que completa el "sistema" —conectores exclusivos para los peatones entre calles, los cuales permiten generalmente toda modalidad de movimiento. Estos conectores son normalmente enrutados a través de los espacios abiertos que ocupan puntos centrales en una célula del barrio. En esta forma, la red de calles del barrio consiste de una mezcla de calles, algunas dominadas por el peatón y otras por el carro. El sistema completo, aunque parezca desconocido, está compuesto de elementos completamente conocidos y extensamente utilizados.
La meta del Plano Urbano Fusionado es de proveer un equilibrio entre el movimiento[1] vehicular y peatonal, de crear calles seguras[2] y sociables y de facilitar conectividad con los servicios comunitarios. Estos atributos son logrados a medida que las ventajas relacionadas con el uso de la tierra y de la infraestructura de los planos suburbanos convencionales son mantenidas, en comparación con el plano ortogonal tradicional. El plano rectilíneo, ortogonal y abierto, el cual predominó en el trazado de las ciudades norteamericanas durante los siglos 17, 18 y 19, fue inicialmente introducido cerca del año 2000 AC, y tomó el nombre "Hippodamian" del nombre del planificador urbano griego Hippodamus (498 AC — 408 AC). Hippodamus usó este plano en sus trazados urbanos, particularmente en el plano para la reconstrucción de Miletus.
El Plano Urbano Fusionado consiste de un trazado ortogonal abierto de calles colectoras que llevan tráfico vehicular a velocidades que varían entre velocidades moderadas y altas. Los grandes bloques formados por estas calles colectoras tienen por lo general un área de 16 hectáreas (40 acres) y costados que miden aproximadamente 400 metros (1/4 de milla) de largo cada uno. Dentro cada uno de estos grandes bloques hay un trazado de calles residenciales que toman la forma bien sea de bucles o de culs-de-sac —permitiendo de esta manera solamente el tráfico local. Además, dentro cada uno de estos grandes bloques hay un sistema peatonal abierto y continuo que permite a sus usuarios acceder en una forma directa los parques, el transporte público y toda clase de comercio e instalaciones comunitarias. Residentes pueden cruzar uno de estos grandes bloques a pie en aproximadamente 5 minutos. Las zonas más intensamente utilizadas, tales como las de uso escolar, las de instalaciones comunitarias, las de áreas residenciales de alta densidad y las zonas comerciales, están localizadas en el centro del Plano, al cual se llega por calles arterias gemelas —o conectores gemelos— que conectan puntos de destinación distritales más alejados. 

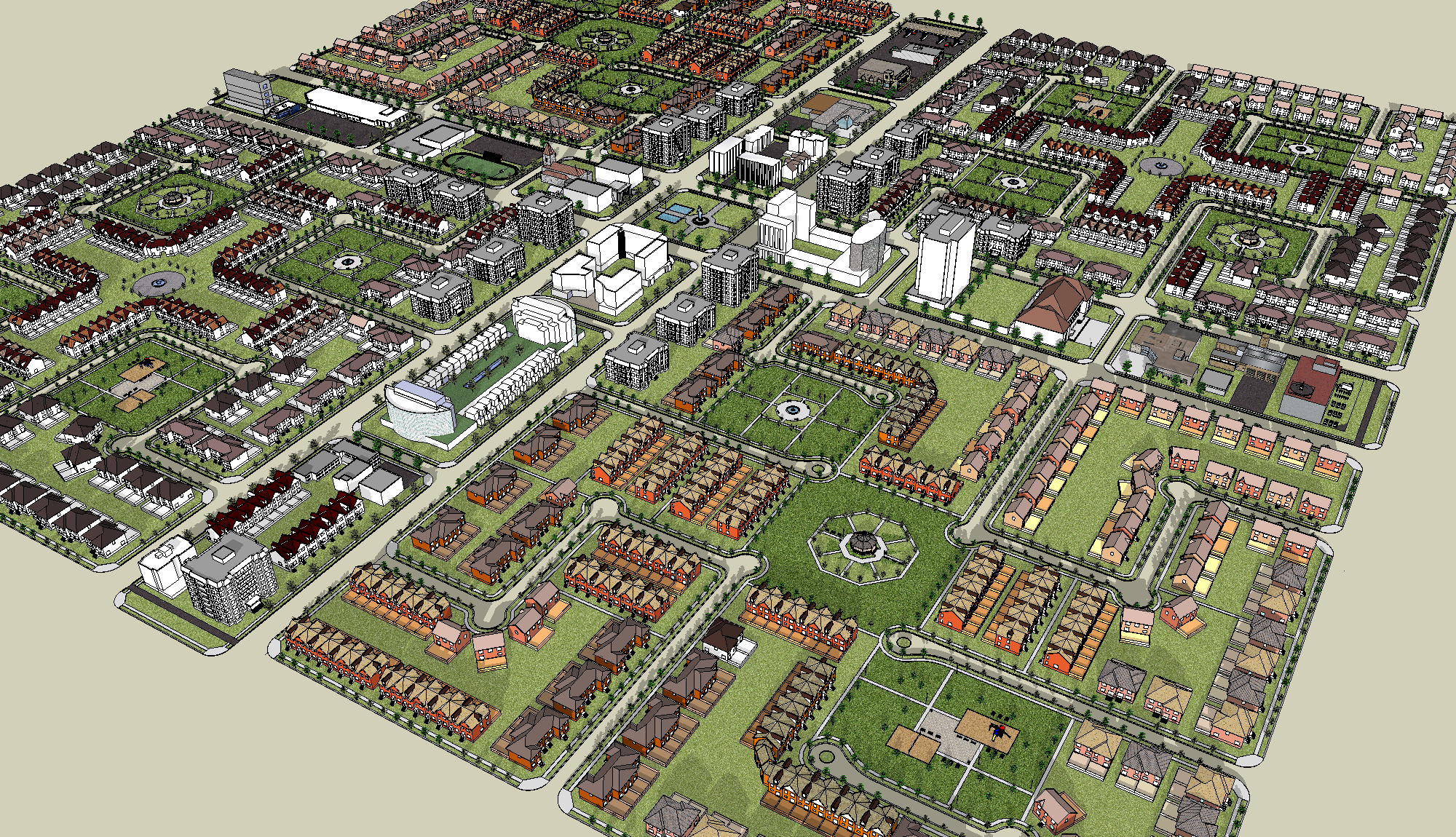
Distrito con cuatro barrios residenciales y zona de uso mixto, mostrando los conectores gemelos.

A gran escala y a nivel de barrio, el Plano Urbano Fusionado hace possible que el tráfico vehicular sea eficiente, sin sacrificar ni la seguridad ni la conveniencia del peatón, y a nivel de barrio trata al peatón preferencialmente porque hace posible que las rutas peatonales sean más directas que las rutas vehiculares. El Plano Urbano Fusionado también provee oportunidades para crear rutas continuas y exclusivas para las bicicletas a lo largo de las calles menos utilizadas por el tráfico vehicular. Estas cualidades de barrio residencial han sido articuladas y codificadas por varios planificadores del siglo XX, más rigurosamente en Christopher Alexanders A Pattern Language. Los patrones 49 (Calles en Forma de Bucle), 51(Calles Verdes), 52 (Red de Caminos y Carros, 23 (Calles Paralelas), 61 (Plazas Públicas Pequeñas) y 100 (Calles Peatonales) han sido asimilados en cada una de las configuraciones de quadrante del Plano Urbano Fusionado. En forma similar, el Plano adopta el tamaño de la Unidad de Barrio —64 hectáreas (160 acres)— de Clarence Perry, como también su asignación de aproximadamente 10% de la tierra del barrio para espacios abiertos y de recreación. A diferencia del trazado urbano de las ciudades históricas, el cual tiende a ser uniforme y repetitivo, la célula de barrio de 16 hectáreas (40 acres) del Plano Urbano Fusionado puede tener muchas configuraciones diferentes. Auncuando unas se diferencian de las otras en su geometría exacta, cada una de estas configuraciones retiene todas sus cualidades previstas. 
Aplicaciones retroactivas del modelo del Plano Urbano Fusionado pueden verse en los centros de algunas ciudades viejas europeas, tales como Montpellier, Múnich, Essen y Freiburg y en pueblos ferroviarios más nuevos o en suburbios, tales como Vauban, Freiburg and Hooten en los Países Bajos. En muchos de estos casos, y reconociendo las limitaciones de un medio ambiente ya construido, la cualidad clave del Plano Urbano Fusionado de tener un centro impermeable al tráfico vehicular es evidente junto con la primacía y continuidad de los enlaces exclusivos para peatones con el resto del sistema heredado. El Plano Urbano Fusionado es promovido por Canada Mortgage and Housing Corporation.
Un debate parecido ha tenido lugar en Europa, particularmente en el Reino Unido en donde el término permeabilidad filtrada[3] fue acuñado para describir trazados urbanos que maximizan la facilidad de movimiento para los peatones y ciclistas, pero que buscan registringirla para vehículos de motor. Vea: Permeability (spatial and transport planning).

## Enlaces Web
- The Fused Grid
- Victoria Transportation Policy Institute
- CMHC on the Fused Grid
- Waterbucket Green Infrastructure

Obtenido de: "http://en.wikipedia.org/wiki/Fused_Grid"
- Datos: Q6077692